# 27 juli
27 juli är den 208:e dagen på året i den gregorianska kalendern (209:e under skottår). Det återstår 157 dagar av året.

## Återkommande bemärkelsedagar

### Övriga
- Ryssland: Ryska flottans dag (till minne av den ryska segern över Sverige i sjöslaget vid Hangö udd 1714)

## Namnsdagar

### I den svenska almanackan
- Nuvarande – Marta
- Föregående i bokstavsordning
  - Christoph – Namnet infördes på dagens datum 1620, men utgick 1680.
  - Marit – Namnet infördes på dagens datum 1986, men flyttades 1993 till 6 maj, där det har funnits sedan dess.
  - Marita – Namnet infördes på dagens datum 1986, men flyttades 1993 till 22 oktober, där det har funnits sedan dess.
  - Marta – Namnet infördes 1680 på 26 juli i formen Martha. 1753 utgick det, till förmån för Märta, men återinfördes 1830 på 26 juli. Det fanns där fram till 1901, då det flyttades till dagens datum och formen ändrades till Marta. Det har funnits där sedan dess.
  - Moa – Namnet infördes 1986 på 14 mars. 1993 flyttades det till dagens datum och 2001 till 18 november.
  - Simeon – Namnet förekom på dagens datum före 1620, men före 1901, då det utgick, fanns det framförallt på 5 januari, till minne av Symeon styliten ett helgon från 400-talet. 1986 återinfördes det på 28 oktober, men utgick åter 1993.
  - Seved – Namnet förekom på dagens datum på 1790-talet, men utgick sedan. 1901 infördes det på 22 oktober, men flyttades 1993 till 28 juli, där det har funnits sedan dess.
  - Sju sovare – Denna benämning på dagens datum infördes 1680 och fanns där fram till 1901, då den utgick. Den fanns där till minne av en legend om sju kristna, som omkring 250 ska ha blivit inmurade i en grotta och då fallit i sömn samt vaknat först 447, alltså ungefär 200 år senare, när grottan öppnade sig.
- Föregående i kronologisk ordning
  - Före 1620 – Simeon
  - 1620–1679 – Christoph
  - 1680–1900 – Sju sovare och Seved
  - 1901–1985 – Marta
  - 1986–1992 – Marta, Marit och Marita
  - 1993–2000 – Marta och Moa
  - Från 2001 – Marta
- Källor
  - Brylla, Eva (red.): Namnlängdsboken, Norstedts ordbok, Stockholm, 2000. ISBN 91-7227-204-X
  - af Klintberg, Bengt: Namnen i almanackan, Norstedts ordbok, Stockholm, 2001. ISBN 91-7227-292-9

### Finlandssvenska almanackan
- Nuvarande från 1973[1] – Heidi
- I föregående revideringar[a][2]
  - 1929–1949 – Sjusovardagen
  - 1950–1972 – Tora

### I den norska almanackan
- Marita och Rita

### I den danska almanackan
- Martha

## Händelser
- 1214 – En fransk armé på 15 000 man, ledd av kung Filip II August, besegrar en engelsk-tysk koalitionshär på 25 000 man under den tysk-romerske kejsaren Otto IV:s ledning i slaget vid Bouvines. Det blir en avgörande fransk seger i det engelsk-franska krig, som har pågått sedan 1202 och i och med detta slag avslutas snart därpå. Kriget har inletts av den engelske kungen Johan utan land, som i allians med Otto IV har försökt hävda sin rätt till den franska tronen. Genom den franska segern tvingas Johan ge upp dessa anspråk och Otto IV förlorar året därpå kejsarmakten till sin rival Fredrik II, som Filip II August stödjer. Krigssegern ger också Frankrike kontroll över Flandern och inleder en hundraårig period av fred och välstånd för landet, som också ger fransmännen stort inflytande över europeisk politik.
- 1225 – Sankta Maria kyrka i Visby invigs som gästkyrka för tyska handelsmän, sedan den tyska församlingens kyrka i staden, S:t Nicolaikyrkan, har brunnit ner. Under flera århundraden är stadens kyrka utan geografisk församling och har två kyrkoherdar (en tysk och en gutnisk). Först i början av 1530-talet blir den Visbys församlingskyrka och vid grundandet av Visby stift blir den domkyrka. Idag (2025) är det den enda kyrkan innanför ringmuren, som inte är ruin.
- 1361 – Fem dagar efter att den danske kungen Valdemar Atterdag har landstigit med en invasionshär på Gotland blir de gotländska bönderna denna dag besegrade i ett slag utanför Visby ringmur, vilket senare får namnet Korsbetningsslaget, då platsen får namnet Korsbetningen, eftersom den är betesmark och man sätter upp ett minneskors över slaget. Medan Visbys borgare stänger stadsportarna och betraktar slaget från murkrönet blir bönderna grundligt besegrade av kung Valdemars krigsvana danska och tyska riddare och medan omkring 300 man stupar på den danska sidan får omkring 1 800 bönder sätta livet till. Efter slaget tvingar kungen borgarna att öppna staden, varpå han enligt legenden låter brandskatta den under tre dagar (det vill säga tvingar innevånarna att betala stora lösesummor i form av guld, silver och andra värdesaker, för att han inte ska låta bränna ner den) – enligt nutida forskning är brandskattningen troligen bara en skröna och det är tveksamt om den i verkligheten har ägt rum. Efter denna danska invasion följer flera århundradens stridigheter mellan Sverige och Danmark om Gotland. Först på 1500-talet erkänner Sverige ön som dansk, men genom freden i Brömsebro 1645 tillfaller den slutligen Sverige (vilket den tillhör än idag).
- 1518 – Den svenske riksföreståndaren Sten Sture den yngres svenska upprorstrupper besegrar Kristian II:s danska invasionshär i slaget vid Brännkyrka utanför Stockholm. Danskarna har sedan midsommar belägrat Stockholm under kung Kristians andra svenska fälttåg. Året före har danskarna blivit besegrade i slaget vid Vädla och då tvingats avbryta det fälttåget och nu blir de alltså besegrade ännu en gång. Därmed dröjer det till vintern 1520, innan Kristian inleder sitt tredje invasionsförsök, vilket visserligen lyckas (Sten Sture stupar och Kristian kröns till svensk kung i november), men blir ett av de sista försöken att återupprätta Kalmarunionen, som strax därefter definitivt går i graven genom Gustav Vasas befrielsekrig. Slaget vid Brännkyrka blir för övrigt den unge Gustav Vasas första fältslag och han för det svenska baneret.
- 1694 – Den engelska riksbanken Bank of England grundas i London. Den existerar än idag och är världens näst äldsta riksbank (efter Sveriges riksbank, grundad 1668) och världens åttonde äldsta ännu existerande bank. Trots att den ska fungera som den engelska (numera den brittiska) regeringens bank och landets riksbank är den vid grundandet privatägd och förblir så till 1946, då den förstatligas. Den blir sedermera modell för uppbyggnaden och organisationen av senare riksbanker.
- 1714 – Sjöslaget vid Hangö udd mellan de svenska och ryska flottorna, som har inletts dagen före, slutar med rysk seger. Till en början går slaget bra för svenskarna, men sedan en rysk flotteskader har lyckats ta sig runt Hangö kan de anfalla svenskarna i ryggen, vilket leder till den ryska segern. Därigenom kan ryssarna bege sig till Ålands skärgård och plundra den, medan svenskarna tvingas dra sig tillbaka till Stockholm, för reparationer och för att förhindra ett ryskt anfall mot den svenska huvudstaden. Det svenska nederlaget gör att man från svensk sida helst vill glömma detta, som blir ett av stora nordiska krigets största sjöslag, medan detta blir en psykologiskt viktig seger för ryssarna och en av Rysslands första sjösegrar över Sverige någonsin, varför den 27 juli än idag (2025) i Ryssland firas som Ryska flottans dag.
- 1839 – Ordenssällskapet Wiknings-Commissionen grundas i Linköping, som en parodi på de dåtida hemliga ordnarna. Det är aktivt än idag (2025) och firar sjusovardagen (27 juli) varje år med en stor fest samt utdelar stipendier till gymnasieungdomar i Linköping. Numera uppger sig sällskapet ha 600 medlemmar (samtliga manliga), varav 250 är aktiva och medlemmarna tar sig ofta tillnamn, som inleds med förledet ”Wik-”.
- 1919 – Sedan juristen och professorn Kaarlo Juho Ståhlberg två dagar tidigare har blivit vald av Finlands riksdag, och därmed besegrat Gustaf Mannerheim med 143 röster mot 50, tillträder han denna dag som Finlands förste president.[3] Sedan Finlands självständighet från Ryssland 6 december 1917 har landet enligt den gamla konstitutionen (den gamla svenska regeringsformen från 1772) styrts av riksföreståndare, men den 17 juli har den nya finländska regeringsformen trätt i kraft, vilken har etablerat Finland som republik. Denna gång väljs presidenten alltså av riksdagen (enligt övergångsbestämmelser) och det är först i valet 1925, som folket väljer president.
- 1939 – Den svenske författaren och radiomannen Gösta Knutsson ger ut den första boken om Uppsalakatten Pelle Svanslös, vars titel är Pelle Svanslös på äventyr. Boken blir framgångsrik och leder till flera uppföljare under 1940- och 1950-talen. Fram till 1972 utger Knutsson inte mindre än 13 böcker om katterna på Åsgränd, varav alla utom den sista illustreras av Lucie Lundberg.
- 1945 – Den brittiske premiärministern Winston Churchill avgår från ämbetet, eftersom motståndarpartiet Labour har vunnit det brittiska parlamentsvalet tre veckor tidigare. Han efterträds därmed av labourledaren Clement Attlee, men återkommer återigen som premiärminister 1951–1955, sedan hans eget parti (de konservativa) har vunnit nästa val. Genom Churchills avgång och den amerikanske presidenten Franklin D. Roosevelts död den 12 april återstår endast Josef Stalin av ”de tre stora” allierade ledarna från andra världskriget, endast en och en halv månad efter krigsslutet i Europa.
- 1953 – Det tre år långa Koreakriget avslutas genom att Nord- och Sydkorea samt Kina och USA undertecknar ett stilleståndsavtal i byn Panmunjom. Fredsförhandlingar har då pågått i två år, men efter detta kommer man inte vidare i förhandlingarna om en riktig fred. Även om kriget därmed i praktiken avslutas denna dag pågår det formellt än idag (2025) eftersom någon fred ännu inte är sluten. Det politiska läget mellan de båda koreanska staterna förblir spänt och även om vissa lättnader och närmanden mellan länderna sker under tidens gång är de än idag långtifrån en lösning av sina politiska tvister och den återförening av Korea, som har varit Nordkoreas mål med kriget.
- 1955 – Andra världskrigets alliansmakter (USA, Storbritannien, Frankrike och Sovjetunionen) undertecknar det österrikiska statsfördraget, varigenom Österrikes självständighet återupprättas efter 10 år.[4] Liksom Tyskland har Österrike (som 1938 blev en del av Tyskland) sedan andra världskrigets slut 1945 varit ockuperat av de fyra segrarmakterna i olika ockupationszoner och precis som Berlin har den österrikiska huvudstaden Wien också varit uppdelad i fyra ockupationszoner, trots att den ligger långt inne i den sovjetiska ockupationszonen. I Tysklands fall har man inte lyckats enas om ett återupprättande av den tyska staten (istället har man 1949 bildat Väst- och Östtyskland), men vad gäller Österrike har alla fyra parter nu alltså lyckats enas om att låta återupprätta den österrikiska republiken och att helt avsluta ockupationen, mot att Österrike i gengäld förblir strikt neutralt i kalla krigets konflikt mellan stormaktsblocken. Redan samma år blir landet medlem i Förenta nationerna, men blir exempelvis inte medlem i någon av försvarsorganisationerna Nato eller Warszawapakten och först 1995 (efter kalla krigets slut) medlem i Europeiska unionen (EU).
- 1996 – De pågående olympiska sommarspelen i Atlanta utsätts för ett bombattentat, varvid två personer omkommer och 111 skadas. Förövaren är den 29-årige snickaren Eric Rudolph, som fram till 1998 genomför fyra bombdåd i södra USA, varav detta är det första, i protest mot nya abort- och homosexualitetslagar. Trots att bomben har blivit upptäckt innan den har exploderat och man har börjat evakuera arenan där den har placerats, hinner man alltså inte undvika dödsfall och skador. Bomben är en rörbomb på 150 kilo, vilket är den största rörbomben i USA:s historia. När Rudolph grips 2003 erkänner han sig skyldig till alla fyra dåden och accepterar fyra livstidsdomar, för att undvika rättegång och eventuellt dödsstraff.
- 2009 – Den italienska fotbollsklubben Inter säljer den svenske fotbollsspelaren Zlatan Ibrahimović till spanska Barcelona för 69 miljoner euro. Detta blir fotbollshistoriens dittills näst dyraste spelarövergång (efter portugisen Cristiano Ronaldo, som samma år säljs av engelska Manchester United till spanska Real Madrid för 94,4 miljoner euro).
- 2012 – Olympiska sommarspelen 2012 invigs i London av drottning Elizabeth II. Det är tredje gången i de moderna olympiska spelens historia som London står som värd. De tidigare gångerna var 1908 och 1948.

## Födda
- 1452 – Ludovico Sforza, italiensk adelsman, hertig av Milano
- 1625 – Edward Montagu, engelsk amiral och politiker
- 1667 – Johann Bernoulli, schweizisk matematiker
- 1742 – Rutger Macklean, svensk friherre, politiker och skiftesreformist
- 1746 – Jacob Axelsson Lindblom, svensk kyrkoman, ärkebiskop i Uppsala stift, ledamot av Svenska Akademien
- 1753 – Christian Jakob Kraus, tysk språkforskare och professor i praktisk filosofi
- 1768 – Charlotte Corday, fransk attentator
- 1773
  - Jacob Aall, dansk statsman, författare och industriidkare
  - Adolf Göran Mörner, svensk greve, politiker och statsråd, ledamot av Svenska Akademien
- 1824 – Alexandre Dumas den yngre, fransk författare
- 1832 – Đura Jakšić, serbisk konstnär, författare, poet, bohem och patriot
- 1835 – Giosuè Carducci, italiensk poet och författare, mottagare av Nobelpriset i litteratur 1906
- 1848
  - Filippo Smaldone, italiensk romersk-katolsk präst och helgon
  - Loránd Eötvös, ungersk fysiker
- 1850 – Lafcadio Hearn, irländsk-japansk författare
- 1854
  - Albert Edelfelt, finlandssvensk målare och illustratör
  - Takahashi Korekiyo, japansk politiker
- 1871 – Ollie Murray James, amerikansk demokratisk politiker, senator för Kentucky
- 1878 – Ejnar Smith, svensk författare och manusförfattare
- 1881 – Hans Fischer, tysk kemist, mottagare av Nobelpriset i kemi 1930
- 1886 – Ernst May, tysk arkitekt och stadsplanerare
- 1896 – Ivar F. Andrésen, norsk operasångare
- 1904 – Anton Dolin, brittisk balettdansör och koreograf
- 1908 – Torsten Ullman, svensk sportskytt, bragdmedaljör
- 1923 – Masutatsu Oyama, japansk karatemästare, grundare av karatestilen kyokushinkai
- 1926
  - Marlow Cook, amerikansk republikansk politiker, senator för Kentucky
  - Georg C. Ehrnrooth, finländsk politiker, riksdagsledamot
- 1929 – Jean Baudrillard, fransk sociolog och filosof
- 1935 – Yvonne Brosset, svensk balettdansös och skådespelare
- 1941
  - Gunnel Adlercreutz, finländsk arkitekt
  - Charlie Norwood, amerikansk republikansk politiker
- 1944 – Bobbie Gentry, amerikansk sångare
- 1946 – Donald Evans, amerikansk republikansk politiker och affärsman, USA:s handelsminister
- 1947 – Rade Šerbedžija, kroatienserbisk skådespelare
- 1948
  - Peggy Fleming, amerikansk konståkare
  - Hans Rosling, svensk läkare och statistiker
- 1950 – Claes Eriksson, svensk revyartist, sångare, skådespelare och komiker, medlem i humorgruppen Galenskaparna och After Shave
- 1955 – Stefan Nilsson, svensk kompositör och pianist
- 1956 – Lacy Clay, amerikansk demokratisk politiker
- 1961 – Daniel C. Burbank, amerikansk astronaut
- 1965 – Marina Schiptjenko, svensk gallerist och musiker
- 1968
  - Julian McMahon, australisk skådespelare
  - Maria Grazia Cucinotta, italiensk skådespelare och fotomodell
- 1970 – Nikolaj Coster-Waldau, dansk skådespelare
- 1971 – Helge Fossmo, svensk frikyrkopastor och brottsling, inblandad i det så kallade Knutbydramat
- 1975
  - Ara Abrahamian, armenisk-svensk brottare
  - Alex Rodriguez, dominikansk-amerikansk basebollspelare
- 1976 – Demis Hassabis, brittisk AI-forskare, mottagare av Nobelpriset i kemi 2024
- 1981 – Ulf Einarsson, svensk bandyspelare
- 1984 – Taylor Schilling, amerikansk skådespelare
- 1990 – Indiana Evans, australisk skådespelare
- 1992 – Sarah Juel Werner, dansk barnskådespelare
- 1993 – Jordan Spieth, amerikansk golfspelare
- 1994 – Mafalda Preslavska, bulgarisk prinsessa

## Avlidna
- 432 – Celestinus I, påve
- 1061 – Nicolaus II, påve
- 1510 – Giovanni Sforza, 44, italiensk adelsman och härskare över Pesaro
- 1675 – Henri de la Tour d'Auvergne de Turenne, 63, fransk militär
- 1677 – Johannes Loccenius, 79, tysk professor skytteanus, jurist och historiker
- 1759 – Pierre de Maupertuis, 60, fransk astronom och geodet
- 1803 – Uno von Troil, 57, svensk kyrkoman, ärkebiskop i Uppsala stift
- 1816 – Olof Tempelman, 71, svensk arkitekt och professor
- 1841 – Michail Lermontov, 26, rysk poet
- 1844 – John Dalton, 77, brittisk kemist och fysiker
- 1881 – John J. Bagley, 49, amerikansk republikansk politiker, guvernör i Michigan
- 1903 – Lina Sandell, 70, svensk poet och psalmförfattare
- 1907 – Edmund Pettus, 86, amerikansk demokratisk politiker och general, senator för Alabama
- 1946 – Gertrude Stein, 72, amerikansk kulturpersonlighet och avantgarde-författare
- 1951 – Bertha Wellin, 80, svensk högerpolitiker och sjuksköterska, en av de första kvinnorna i riksdagen
- 1956 – Ruth Weijden, 66, svensk skådespelare
- 1968 – Lilian Harvey, 62, brittisk-tysk skådespelare
- 1970 – António de Oliveira Salazar, 81, portugisisk politiker, Portugals premiärminister och diktator
- 1972 – Richard von Coudenhove-Kalergi, 77, österrikisk greve, politiker och filosof
- 1977 – Chris Wahlström, 60, svensk skådespelare
- 1978 – Gösta Wallenius, 74, svensk textförfattare, kapellmästare, kompositör och filmmusikarrangör
- 1979 – Henri Saint Cyr, 77, svensk dressyrryttare
- 1980 – Mohammad Reza Pahlavi, 60, shah av Iran
- 1981 – William Wyler, 79, amerikansk regissör
- 1984 – James Mason, 75, brittisk skådespelare
- 1985 – Eric Sundquist, 68, svensk skådespelare
- 1993 – Reggie Lewis, 27, amerikansk basketspelare
- 1994 – Kevin Carter, 33, sydafrikansk fotojournalist
- 2002 – Krishan Kanth, 75, indisk politiker, Indiens vicepresident
- 2003
  - Vance Hartke, 84, amerikansk demokratisk politiker, senator för Indiana
  - Bob Hope, 100, brittisk-amerikansk artist, komiker och skådespelare
- 2005 – Marten Toonder, 93, nederländsk serietecknare, mest känd för serien Tom Puss
- 2008
  - Youssef Chahine, 82, egyptisk filmregissör
  - Åke Thambert, 93, svensk affärsman, grundare av butikskedjan Indiska Magasinet
- 2011
  - Ágota Kristóf, 75, ungersk-schweizisk författare
  - John Stott, 90, brittisk anglikansk kyrkoherde och författare
- 2012
  - Geoffrey Hughes, 68, brittisk skådespelare
  - Norman Alden, 87, amerikansk skådespelare
  - R.G. Armstrong, 95, amerikansk skådespelare
  - Tony Martin, 98, amerikansk sångare och skådespelare
- 2013 – Lindy Boggs, 97, amerikansk demokratisk politiker och diplomat, kongressledamot
- 2015
  - Bengt-Urban Fransson, 46, svensk socialdemokratisk politiker
  - Abdul Kalam, 83, indisk vetenskapsman, flygingenjör och Indiens president
- 2016
  - Einojuhani Rautavaara, 87, finländsk kompositör
  - Jerry Doyle, 60, amerikansk skådespelare och radiopersonlighet
- 2019 – Robert Schrieffer, 88, amerikansk fysiker, mottagare av Nobelpriset i fysik 1972